# Cantonul Mauzé-sur-le-Mignon
Cantonul Mauzé-sur-le-Mignon este un canton din arondismentul Niort, departamentul Deux-Sèvres, regiunea Poitou-Charentes, Franța.

## Comune
| Comune                 | Populație (1999) | Cod poștal | Cod INSEE |
| ---------------------- | ---------------- | ---------- | --------- |
| Le Bourdet             | 527              | 79210      | 79046     |
| Mauzé-sur-le-Mignon    | 2.758            | 79210      | 79170     |
| Priaires               | 118              | 79210      | 79219     |
| Prin-Deyrançon         | 591              | 79210      | 79220     |
| La Rochénard           | 522              | 79270      | 79229     |
| Saint-Georges-de-Rex   | 400              | 79210      | 79254     |
| Saint-Hilaire-la-Palud | 1.603            | 79210      | 79257     |
| Usseau                 | 889              | 79210      | 79334     |